# Mistrzostwa Świata w Lekkoatletyce 2015 – maraton mężczyzn
Maraton mężczyzn – jedna z konkurencji rozegranych podczas lekkoatletycznych mistrzostw świata na Stadionie Narodowym w Pekinie.
Tytuł mistrzowski zdobył Erytrejczyk Ghirmay Ghebreslassie.

## Terminarz
| Data        | Godzina |       |
| ----------- | ------- | ----- |
| 22 sierpnia | 7:35    | Finał |

## Rekordy
Tabela prezentuje rekord świata, rekordy poszczególnych kontynentów, mistrzostw świata, a także najlepszy rezultat na świecie w sezonie 2015 przed rozpoczęciem mistrzostw.
|                            | Zawodnik              | Wynik   | Miejsce | Data                      |
| -------------------------- | --------------------- | ------- | ------- | ------------------------- |
| Rekord świata              | Dennis Kimetto        | 2:02:57 | Berlin  | 28 września 2014(dts)     |
| Rekord mistrzostw świata   | Abel Kirui            | 2:06:54 | Berlin  | 22 sierpnia 2009(dts)     |
| Listy światowe             | Eliud Kipchoge        | 2:04:42 | Londyn  | 26 kwietnia 2015(dts)     |
| Rekord Afryki              | Dennis Kimetto        | 2:02:57 | Berlin  | 28 września 2014(dts)     |
| Rekord Ameryki Północnej   | Khalid Khannouchi     | 2:05:38 | Londyn  | 14 kwietnia 2002(dts)     |
| Rekord Ameryki Południowej | Ronaldo da Costa      | 2:06:05 | Berlin  | 20 września 1998(dts)     |
| Rekord Australii i Oceanii | Robert de Castella    | 2:07:51 | Boston  | 21 kwietnia 1986(dts)     |
| Rekord Azji                | Toshinari Takaoka     | 2:06:26 | Chicago | 13 października 2002(dts) |
| Rekord Europy              | António Pinto         | 2:06:36 | Londyn  | 16 kwietnia 2000(dts)     |
| Rekord Europy              | Benoît Zwierzchiewski | 2:06:36 | Paryż   | 6 kwietnia 2003(dts)      |

## Minima kwalifikacyjne
Aby zakwalifikować się do mistrzostw, należało wypełnić minimum kwalifikacyjne wynoszące 2:18:00 (uzyskane w okresie od 1 stycznia 2014 do 10 sierpnia 2015).

## Rezultaty

### Finał
| Poz. | Zawodnik                 | Reprezentacja            | Rezultat | Uwagi |
| ---- | ------------------------ | ------------------------ | -------- | ----- |
| 01 ! | Ghirmay Ghebreslassie    | Erytrea                  | 2:12:28  |       |
| 02 ! | Yemane Tsegay            | Etiopia                  | 2:13:08  | SB    |
| 03 ! | Solomon Mutai            | Uganda                   | 2:13:30  |       |
| 4.   | Ruggero Pertile          | Włochy                   | 2:14:23  | SB    |
| 5.   | Shumi Dechasa            | Bahrajn                  | 2:14:36  |       |
| 6.   | Stephen Kiprotich        | Uganda                   | 2:14:43  |       |
| 7.   | Lelisa Desisa            | Etiopia                  | 2:14:54  |       |
| 8.   | Daniele Meucci           | Włochy                   | 2:14:54  |       |
| 9.   | Amanuel Mesel            | Erytrea                  | 2:15:07  |       |
| 10.  | Jackson Kiprop           | Uganda                   | 2:15:16  |       |
| 11.  | Pak Song-chol            | Korea Północna           | 2:15:44  | SB    |
| 12.  | Alphonce Simbu           | Tanzania                 | 2:16:58  |       |
| 13.  | Javier Guerra            | Hiszpania                | 2:17:00  |       |
| 14.  | Tsepo Mathibelle         | Lesotho                  | 2:17:17  | SB    |
| 15.  | Hayle Berhanu Lemi       | Hiszpania                | 2:17:37  |       |
| 16.  | Abdelhadi El Hachimi     | Belgia                   | 2:17:41  |       |
| 17.  | Aleksiej Rieunkow        | Rosja                    | 2:18:12  |       |
| 18.  | Solonei da Silva         | Brazylia                 | 2:19:20  |       |
| 19.  | Tadesse Abraham          | Szwajcaria               | 2:19:25  |       |
| 20.  | Roman Fosti              | Estonia                  | 2:20:35  |       |
| 21.  | Masakazu Fujiwara        | Japonia                  | 2:21:06  | SB    |
| 22.  | Mark Korir               | Kenia                    | 2:21:20  | SB    |
| 23.  | Cuthbert Nyasango        | Zimbabwe                 | 2:22:15  | SB    |
| 24.  | Wang Xu                  | Chińska Republika Ludowa | 2:23:08  |       |
| 25.  | Ian Burrell              | Stany Zjednoczone        | 2:23:17  | SB    |
| 26.  | Célestin Nihorimbere     | Burundi                  | 2:23:29  |       |
| 27.  | Ezekiel Jafary           | Tanzania                 | 2:23:43  | SB    |
| 28.  | Scott Smith              | Stany Zjednoczone        | 2:24:53  | SB    |
| 29.  | Anuradha Cooray          | Sri Lanka                | 2:25:04  |       |
| 30.  | Cephas Pasipamiri        | Zimbabwe                 | 2:25:05  | SB    |
| 31.  | Roman Prodius            | Mołdawia                 | 2:26:46  |       |
| 32.  | Edwin Kipchirchir Kemboi | Austria                  | 2:28:06  |       |
| 33.  | Ho Chin-ping             | Chińskie Tajpej          | 2:28:14  |       |
| 34.  | Guan Siyang              | Chińska Republika Ludowa | 2:30:17  |       |
| 35.  | Henri Manninen           | Finlandia                | 2:30:22  | SB    |
| 36.  | David Nilsson            | Szwecja                  | 2:31:24  |       |
| 37.  | Gilbert Mutandiro        | Zimbabwe                 | 2:31:35  |       |
| 38.  | Ser-Od Bat-Ochir         | Mongolia                 | 2:32:09  |       |
| 39.  | Noh Si-hwan              | Korea Południowa         | 2:32:35  |       |
| 40.  | Kazuhiro Maeda           | Japonia                  | 2:32:49  |       |
| 41.  | Desmond Mokgobu          | Południowa Afryka        | 2:34:11  |       |
| 42.  | Fabiano Joseph           | Tanzania                 | 2:35:27  | SB    |
| –    | Jeffrey Eggleston        | Stany Zjednoczone        | DNF      |       |
| –    | Sibusiso Nzima           | Południowa Afryka        | DNF      |       |
| –    | Iwan Babaryka            | Ukraina                  | DNF      |       |
| –    | Marius Ionescu           | Rumunia                  | DNF      |       |
| –    | Aadam Ismaeel Khamis     | Bahrajn                  | DNF      |       |
| –    | Dennis Kimetto           | Kenia                    | DNF      |       |
| –    | Wilson Kipsang Kiprotich | Kenia                    | DNF      |       |
| –    | Rachid Kisri             | Maroko                   | DNF      |       |
| –    | Richer Pérez             | Kuba                     | DNF      |       |
| –    | Carles Castillejo        | Hiszpania                | DNF      |       |
| –    | Bekir Karayel            | Turcja                   | DNF      |       |
| –    | Abraham Kiplimo          | Uganda                   | DNF      |       |
| –    | Yu Seung-yeop            | Korea Południowa         | DNF      |       |
| –    | Oleksandr Babarynka      | Ukraina                  | DNF      |       |
| –    | Beraki Beyene            | Erytrea                  | DNF      |       |
| –    | Wissem Hosni             | Tunezja                  | DNF      |       |
| –    | Ali Hasan Mahbood        | Bahamy                   | DNF      |       |
| –    | Thabiso Benedict Moeng   | Południowa Afryka        | DNF      |       |
| –    | Mohammad Jaafar Moradi   | Iran                     | DNF      |       |
| –    | Michaił Krassilow        | Kazachstan               | DNF      |       |
| –    | Gilberto Lopes           | Brazylia                 | DNF      |       |
| –    | Adil Annani              | Maroko                   | DNF      |       |
| –    | Hasi Muhan               | Chińska Republika Ludowa | DNF      |       |
| –    | Edmilson Santana         | Brazylia                 | DNF      |       |
| –    | Abel Villanueva          | Peru                     | DNF      |       |
| –    | Guor Marial              | Sudan Południowy         | DNS      |       |